# Perico (futbolista)
Pedro José Pinazo Arias, más conocido como Perico, (Málaga, 18 de enero de 1985) es un exfutbolista español que jugaba de centrocampista. Su último equipo fue el Lions Gibraltar F. C.
A lo largo de su carrera disputó 142 partidos en la Segunda División de España, en la que jugó con el Málaga C. F., el C. D. Castellón, el Elche C. F. y el U. D. Salamanca.

## Carrera deportiva
Perico comenzó su carrera deportiva en el Málaga C. F., con el que debutó el 21 de junio de 2003, en un partido de la Primera División ante el R. C. D. Mallorca, en la que fue su única aparición en la máxima categoría del fútbol español en toda su carrera.
En 2007 abandonó el Málaga, que ya jugaba en Segunda División, para fichar por otro equipo de la misma categoría, el C. D. Castellón, donde por primera vez comenzó a ser titular, logrando cinco goles a lo largo de 33 partidos. En 2009 dejó el Castellón para jugar en el U. D. Salamanca, también de Segunda División.
En el Salamanca fue titular en las dos temporadas en las que estuvo, en las que marcó ocho goles en 69 partidos, repartidos entre Segunda División y Copa del Rey.
En la temporada 2011-12 jugó en el Elche C. F., del que fue despedido en septiembre de 2012, después de que el club ilicitano fichase a Carles Gil en su lugar.
En enero de 2013 encontró acomodo en el exótico Neftchi Baku PFK de la Liga Premier de Azerbaiyán, equipo con el que, sin embargo, disputó únicamente un partido amistoso, ya que el Club Gimnàstic de Tarragona le fichó para jugar en Segunda División B.
A final de temporada abandonó el Nàstic y fichó por otro club de Segunda B, el Cádiz C. F., que fue su último club en España, ya que posteriormente ficharía por el AE Larissa y por el Panachaiki de Patras, ambos de Grecia, y finalmente por el Lions Gibraltar F. C., club en el que anunció su retirada.

## Carrera internacional
Perico fue internacional sub-18 con la selección de fútbol de España.

## Clubes
| Club                   | País       | Año       |
| ---------------------- | ---------- | --------- |
| Atlético Malagueño     | España     | 2003-2006 |
| Málaga C. F.           | España     | 2003-2007 |
| C. D. Castellón        | España     | 2007-2009 |
| U. D. Salamanca        | España     | 2009-2011 |
| Elche C. F.            | España     | 2011-2012 |
| Neftchi Baku           | Azerbaiyán | 2013      |
| Gimnàstic de Tarragona | España     | 2013      |
| Cádiz C. F.            | España     | 2013-2014 |
| AE Larissa             | Grecia     | 2014-2015 |
| Panachaiki             | Grecia     | 2015      |
| Lions Gibraltar F. C.  | Gibraltar  | 2016      |